# Инклинатор

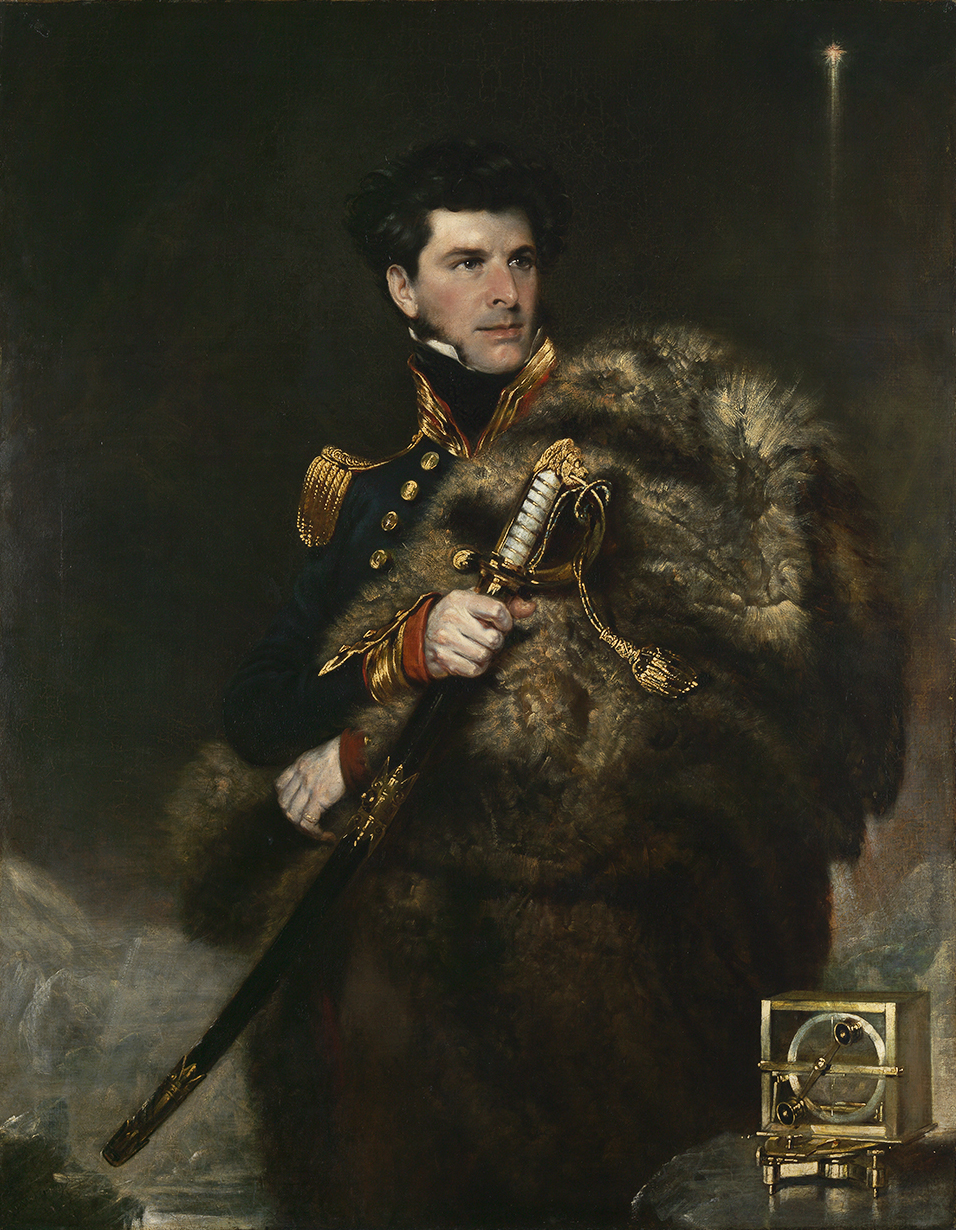
Инклинатор на портрете Джеймса Кларка Росса

Инклинатор — прибор, служащий для измерения величины наклонения силы земного магнетизма.
Первый инклинатор построен был в 1576 году Робертом Норманом (англ. Robert Norman). Конструкция его выглядела следующим образом. Магнитная стрелка была подвешена вертикально на горизонтальной оси в центре деленного круга, свободно поворачивающегося вокруг оси, проходящей вертикально по его диаметру. Плоскость вертикального круга устанавливалась в плоскости магнитного меридиана при помощи делений на горизонтальном круге, и по делениям вертикального круга отсчитывался угол, составляемый стрелкой с вертикальной линией, — то есть наклонение земного магнетизма.
Для исключения ошибок, которые могут произойти от конструктивных несовершенств прибора, прибегали к приёмам, указанным Гауссом (1841), а именно — повторяли определение несколько раз при повёрнутом на пол-оборота вертикальном круге, перевёрнутой и перемагниченной стрелке. Для наблюдения и измерения небольших изменений наклонения были придуманы более чувствительные «вариационные инклинаторы», например — магнитометр Ламона и весы Ллойда, дающие величину наклонения не непосредственно, а в зависимости от вертикальной слагающей земного магнетизма. Также существовали инклинаторы, основанные на индукции токов в магнитном поле. Принцип этих приборов был указан впервые Вебером (земной индуктор). Рамка, обмотанная проволокой, вращалась вокруг вертикальной оси, проходящей по диаметру рамки. При вращении её в магнитном поле земли возбуждается ток, сила которого зависит от наклона оси прибора к направлению силы земного магнетизма. Установив ось вращения в плоскости магнитного меридиана, искали такой наклон этой оси, при котором в обмотке катушки не возбуждается токов; присутствие последних открывалось гальванометром; наклон оси прибора к вертикальной линии давал величину наклонения. На этом принципе был основан прибор академика Г. Вильда — наиболее чувствительный из инклинаторов.